# Didymoplexiella cinnabarina
Didymoplexiella cinnabarina är en orkidéart som beskrevs av Tsukaya, M.Nakajima och Hiroshi Okada. Didymoplexiella cinnabarina ingår i släktet Didymoplexiella och familjen orkidéer. Inga underarter finns listade i Catalogue of Life.